# Xylothamia
Xylothamia es un género de plantas con flores que perteneciente a la familia  Asteraceae. Esta comprende 9 especies descritas y aceptadas.

## Taxonomía
El género fue descrito por G.L.Nesom, Y.B.Suh, D.R.Morgan & B.B.Simpson y publicado en Sida 14(1): 106. 1990

## Especies seleccionadas
A continuación se brinda un listado de las especies del género Xylothamia aceptadas hasta junio de 2012, ordenadas alfabéticamente. Para cada una se indica el nombre binomial seguido del autor, abreviado según las convenciones y usos.
- Xylothamia diffusa (Benth.) G.L.Nesom
- Xylothamia johnstonii G.L.Nesom
- Xylothamia palmeri (A.Gray) G.L.Nesom
- Xylothamia parrasana (S.F.Blake) G.L.Nesom
- Xylothamia pseudobaccharis (S.F.Blake) G.L.Nesom
- Xylothamia purpusii (Brandegee) G.L.Nesom
- Xylothamia riskindii (B.L.Turner & G.Langford) G.L.Nesom
- Xylothamia triantha (S.F.Blake) G.L.Nesom
- Xylothamia truncata G.L.Nesom